# Torrent de Can Solà (Vallès Occidental)
El torrent de Can Solà és un curs d'aigua del municipi de Rubí. Parteix del turó de Montagut i creua les urbanitzacions de Can Solà i Castellnou. Desemboca al torrent de Can Xercavins a prop de les valls de Sant Muç.